# Julio Pérez Salas
Julio Pérez-Salas García (Betanzos, 23 de junio de 1890 - Madrid, 11 de septiembre de 1970) fue un militar español que participó en la Guerra civil española.

## Biografía
Nació el 23 de junio de 1890 en el seno de una familia de tradición militar en Betanzos, como fue el caso de sus hermanos Jesús, Joaquín o Manuel.
Militar de carrera, pertenecía al arma de caballería habiendo ingresado en la Academia de Caballería de Valladolid. En 1936 ostentaba el rango de comandante de Caballería destinado en Tudela (Navarra). Fue un colaborador con el general Emilio Mola en la preparación del Golpe de Estado de julio de 1936. Tras el estallido de la Guerra civil se unió a las fuerzas sublevadas y fue jefe primero del Tercio de Lácar en agosto de 1936 y más tarde se le confirió el mando del Tercio de Montejurra con el que realizó la campaña de Guipúzcoa. Posteriormente estuvo al frente de la 4.ª agrupación de la 1.ª División de Navarra; dicha agrupación, conocida como «Boinas rojas», estaba compuesta por los tercios de «Lácar» y «Montejurra». Al frente de esta unidad participó en la ofensiva de Aragón y en la Batalla del Ebro. Hacia el final de la contienda ostentaba la graduación de teniente coronel habilitado.
Durante la Dictadura franquista alcanzaría la graduación de teniente general, y llegó a ejercer el cargo de gobernador militar de Madrid. En el seno del franquismo fue una figura relevante dentro del movimiento carlista. Formó parte de la Hermandad de antiguos Tercios de Requetés —constituida en 1962—, ocupando el cargo de vicepresidente. Sin embargo, acabaría abandonando la Comunión Tradicionalista debido a las divergencias que imperaron bajo la dirección del pretendiente Carlos Hugo de Borbón-Parma.
Falleció en Madrid el 11 de septiembre de 1970.

## Distinciones
- Medalla de plata de la Cruz Roja Española (1939).[7]
- Hijo adoptivo de Tudela (1966-2014).[12]